# Fortalesa de Dihistan
La fortalesa de Dihistan era una ribat (plaça forta de frontera) a l'històric districte de Dihistan, al nord-est de l'Iran. Disposava d'una important mesquita i un notable mercat. Barthold pensa que fou la capital del districte al segle xii
El fundador hauria estat el rei part arsàcida Narsahe o Arsaces I però els musulmans l'atribuïen al sassànida Cobades I fill de Peroz I (Firuz). Al segle x fou fortalesa de frontera contra els turcmans pagans i segons Hamd Allah encara conservava aquesta condició al segle xiv, tot i que en aquesta època els turcs ja eren en gran majoria musulmans.
Minorski associa aquesta fortalesa a la clàssica Λάαι. Les seves ruïnes, testimoniades per una inscripció del segle xiii, s'anomenen Mashhad-i Misriyan.